# Institut für Geschichte und Theorie der Architektur

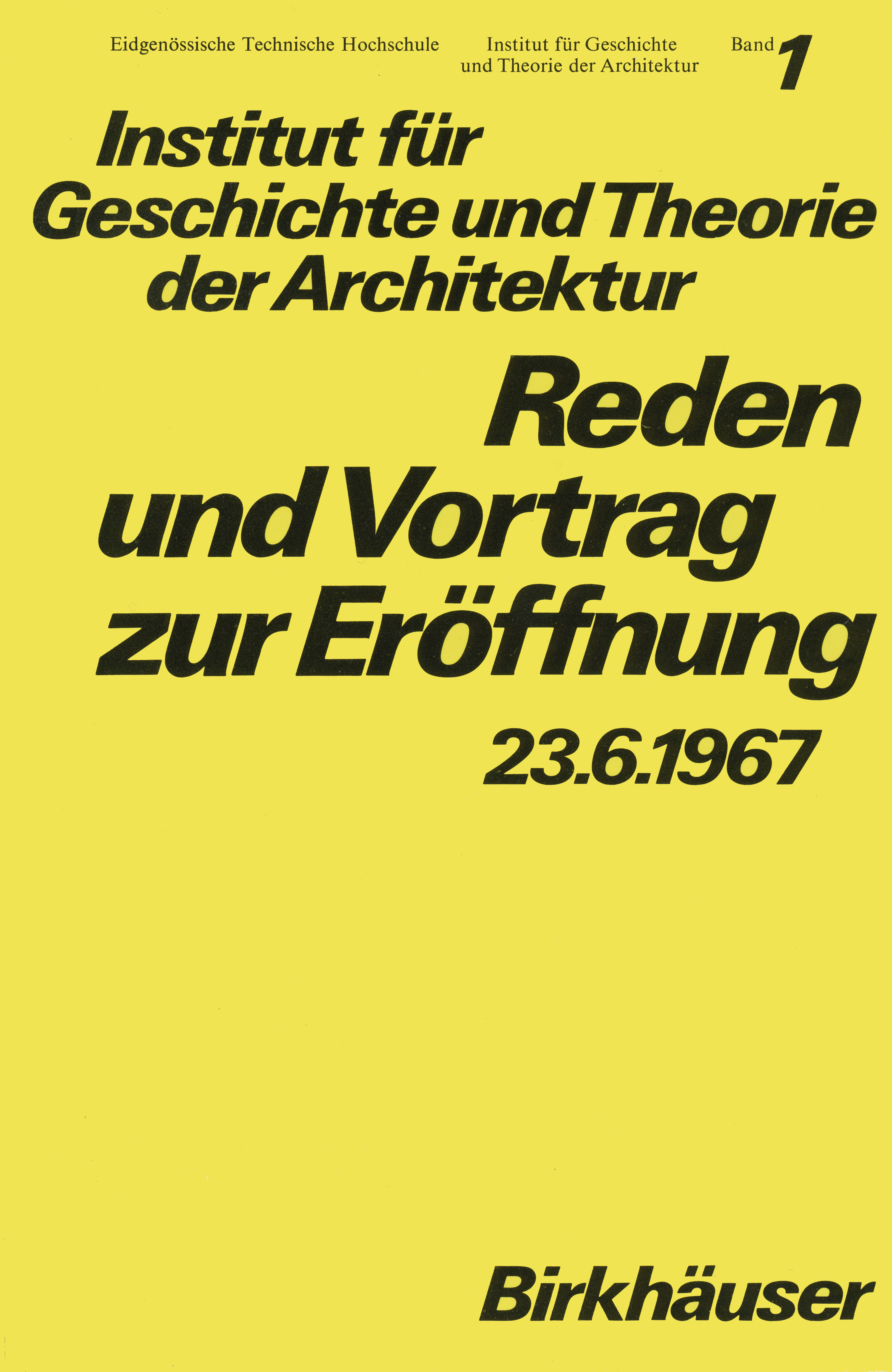
Buchcover Reden und Vortrag zur Eröffnung

Das Institut für Geschichte und Theorie der Architektur (gta) ist ein Lehr- und Forschungsinstitut am Departement Architektur der ETH Zürich, situiert am Standort ETH Zürich, Hönggerberg.

## Geschichte
Das Institut für Geschichte und Theorie der Architektur (gta) wurde am 1. Januar 1967 als Forschungseinrichtung an der Architekturabteilung der ETH Zürich gegründet.  Am 23. Juni 1967 fand das Eröffnungssymposium statt.
Geschichte und Gegenwart, Theorie und Praxis bilden seit der Gründung des Instituts für Geschichte und Theorie der Architektur (gta) im Jahr 1967 die Eckpfeiler und den Referenzrahmen für die hier geleistete Arbeit. Neben der Lehre auf den Gebieten der Kunst- und Architekturgeschichte, der Architekturtheorie und des Städtebaus liegt seit der Gründung des Instituts der Schwerpunkt auf der Vermittlung und Erforschung von Architektur in ihrer historischen Tiefe und thematischen Breite. Die Resultate der institutseigenen Forschung, die massgeblich durch die inhaltlichen Interessen des Lehrkörpers und die Bestände des gleichzeitig gegründeten Archivs geprägt ist, werden seit 1968 in einer Reihe von Publikationen präsentiert. Diese erschienen zuerst in Zusammenarbeit mit dem Birkhäuser Verlag («Regenbogen-Reihe»), später mit dem Ammann Verlag und seit Mitte der 1980er Jahre im gta Verlag, der heute zu den führenden akademischen Architekturverlagen zählt.
Die Übernahme des sogenannten Semper-Archivs von der ETH-Bibliothek anlässlich der Institutsgründung bildete die Grundlage für das gta Archiv, das sich über die Jahre zu einer international renommierten Forschungseinrichtung entwickelt hat. Schwerpunkte der Akquisition sind seither die Architektur des 19. Jahrhunderts und der Vormoderne, die moderne (Schweizer) Architektur in Form von Sammlungen (CIAM) sowie Vor- und Nachlässen einzelner Architektinnen und Architekten von internationaler Bedeutung (u. a. Karl Moser, Hans Bernoulli, Lux Guyer, Haefeli Moser Steiger, Ernst Gisel, Fritz Haller, Trix und Robert Haussmann).
Die Organisationsstelle für Ausstellungen der Architekturabteilung der ETH Zürich wurde 1974 dem Institut gta angegliedert und präsentiert seit 1986 als gta Ausstellungen der breiten Öffentlichkeit Einblicke in den zeitgenössischen Architekturdiskurs und die aktuelle Forschung am Departement Architektur.

### Institutsvorsteher
- 1967–1974 und 1981–1982: Adolf Max Vogt (1920–2013)
- 1975–1980: Bernhard Hoesli (1923–1984)
- 1983–1987: Heinz Ronner (1924–1992)
- 1987–1998, 1999–2006: Werner Oechslin (* 1944)
- 1998–1999: Kurt W. Forster (1935–2024)
- 2006–2010: Andreas Tönnesmann (1953–2014)
- 2010–2016: Vittorio Magnago Lampugnani (* 1951)
- 2016–2021: Laurent Stalder (* 1970)
- 2021–2024: Tom Avermaete (* 1971)
- seit 2024: Philip Ursprung (* 1963)

### Professuren und Bereiche
Das Institut umfasst heute folgende Professuren:
- Professur für Geschichte und Theorie des Städtebaus, Tom Avermaete
- Professur für Geschichte und Theorie der Architektur, Maarten Delbeke
- Professur für Architekturtheorie, Laurent Stalder
- Professur für Kunst- und Architekturgeschichte, Philip Ursprung

Folgende Bereiche unterstützen die Forschung und vermitteln ihre Resultate:
- gta Archiv
- gta Verlag
- gta Ausstellungen
- gta Digital

Das Institut gta fördert den wissenschaftlichen Nachwuchs mit einem eignen Doktoratsprogramm (seit 2012). Ergänzt wird das Ausbildungsangebot des Instituts durch das Programm «Master of Advanced Studies in Geschichte und Theorie der Architektur», welches zwischen Praxis und Wissenschaft vermittelt (seit 1992).
Mit der Stiftung Bibliothek Werner Oechslin, die mit der ETH über einen Kooperationsvertrag verbunden ist, besteht eine enge wissenschaftliche Zusammenarbeit.

## Ehemalige Mitarbeiter (Auswahl)
- 1968–1978: Martin Steinmann
- 1980–1983: Miroslav Šik
- 1984–1991: Ueli Zbinden
- 1993–1999: Philip Ursprung
- 1997–2001: Laurent Stalder
- seit 2016: Andreas Putz (Postdoc)

## Lehr- und Forschungsgebiete
Aufgabe des Instituts ist es, die Architektur in ihrer historischen Tiefe und ideologischen Breite geschichtlich aufzuarbeiten und theoretisch zu reflektieren. Neben der Feststellung und Verifizierung von Fakten hat sich das Institut gta immer darum bemüht, die angewandten Methoden auf ihre Tauglichkeit als Modell zu überprüfen und für die zeitgenössische Architektur fruchtbar zu machen. Am Institut gta werden die Wissensgeschichte der Architektur, die Formen und Techniken des Bauens, die Funktionen der Architektur und deren Verhältnis zu Gesellschaft und Politik, die Entwicklung des Entwerfens und des architektonischen Denkens von den Anfängen bis zur Gegenwart sowie Methoden der architekturhistorischen Arbeit von der Bauanalyse bis zu den digital humanities erforscht und gelehrt.